# Andrzej Szewc
Andrzej Szewc (ur. 1945, zm. 2017) – polski prawnik, doktor habilitowany nauk prawnych, nauczyciel akademicki, profesor nadzwyczajny Uniwersytetu Śląskiego.

## Życiorys
W 1973 na podstawie rozprawy pt. Wynalazki pracownicze w polskim prawie wynalazczym otrzymał na Wydziale Prawa i Administracji Uniwersytetu Śląskiego stopień naukowy doktora nauk prawnych w zakresie prawa. Tam też w 1979 uzyskał stopień doktora habilitowanego nauk prawnych w zakresie prawa. Został profesorem nadzwyczajnym profesorem zwyczajnym Wydziału Techniki UŚl. W latach 1981–1982 był prodziekanem tego Wydziału (w 2003 przemianowanego na Wydział Informatyki i Nauki o Materiałach), dyrektorem Instytutu Informacji Naukowo-Technicznej (1985–1992), kierownikiem Zakładu Komputeryzacji Zarządzania. Był także nauczycielem akademickim w innych uczelniach.
Został pochowany 13 stycznia 2017 na cmentarzu w Mikołowie-Borowej Wsi.

## Publikacje
- Ustawa o samorządzie gminnym : komentarz (współautor, 2012)
- Umowy jako prawne narzędzie transferu innowacji (współautor, 2011)
- Prawo własności przemysłowej (współautor, 2011)
- Ustawa o samorządzie województwa (2008)
- Historia administracji publicznej. T. 1, Administracja państw antycznych (2007)
- Racjonalizacja w zakładzie pracy : poradnik dla racjonalizatorów i przedsiębiorców (2007)
- Wójt, burmistrz, prezydent miasta (współautor, 2006)
- Umowy jako prawne narzędzie transferu innowacji (współautor, 2006)
- Samorząd gminny : komentarz (współautor, 2005)
- Naruszenie własności przemysłowej (2003)
- Leksykon łacińskich terminów, zwrotów i paremii prawniczych (2002)
- Elementy prawa karnego materialnego (część ogólna) (2001)
- Ochrona programów komputerowych, informacji i baz danych : skrypt dla studentów Wyższej Szkoły Ekonomii i Administracji w Bytomiu (współautor, 2001)
- Elementy prawa informatycznego. T. 1, Ochrona programów komputerowych i topografii układów scalanych (współautor, 1999)
- Uchwałodawcza działalność organów samorządu terytorialnego (współautor, 1999)
- Obieg dokumentacji i tworzenie zasobu archiwalnego w urzędzie gminy (współautor, 1994)
- Podstawowe przepisy prawa wynalazczego i patentowego na świecie (współautor, 1992)
- Informacja patentowa, normalizacyjna i techniczno-handlowa (1992)
- Wprowadzenie do informacji patentowej i normalizacyjnej (1991)
- Informacja prawna w zakresie wynalazczości i ochrony własności przemysłowej : informacja patentowo-prawna (1989)
- Informacja patentowa (Laboratorium) : skrypt dla studentów IV roku informacji naukowo-technicznej na Wydziale Techniki UŚ (1986)
- Podstawy prawne informacji naukowo-technicznej : (skrypt dla studentów informacji naukowo-technicznej) (1984)
- Prawo do uzyskania patentu na wynalazek (prawo do patentu) (1979)
- Polskie prawo wynalazcze (1979)
- Wynalazki pracownicze w prawie polskim (1976)
- Problemy prawne wynalazczości pracowniczej (1975)
- Projekty wynalazcze jednostek gospodarki uspołecznionej (1974)
- Elementy prawa dla pracowników służb wynalazczości (red. nauk., 1979)[1]